# Giacomo Favretto
Giacomo Favretto (Venecia, 11 de agosto de 1849-Venecia, 12 de junio de 1887) fue un pintor italiano. Favretto fue alumno de Antonio Rotta, quien influenció toda su pintura.

## Biografía
Después de abandonar el taller de carpintería de su familia, por el año de 1864, comenzó a asistir a la Academia de Bellas Artes de Venecia, en donde se dejó de ver su calidad innata de pintor, a través de una de sus obras principales La lezione di anatomia (1873).
En 1878 viajó a París junto a Guglielmo Ciardi. El viaje fue determinante para su evolución artística, tanto en su técnica como en su vida personal. Cosechó un gran éxito, se dio a conocer a nivel internacional y adquirió cierta tendencia al manierismo.
De 1880 data la obra Vandalismo, que fue premiada en Brera con el premio Príncipe Umberto, donde fue expuesta y donde actualmente se conserva. En aquel año se presentó en la Exposición Nacional de Bellas Artes de Turín con una obra inspirada en la vida popular de Venecia y escenas en el estilo del siglo XVII. En esta obra, cambió hacia una animación más realista, con un control del colorido, un gran despliegue inventivo y una delicadeza en los tonos.
Hacia el final de su vida, la obra de Favretto adquirió una creciente luminosidad y una estructura más naturalista.
Murió en 1887, durante la Exposición de Arte Nacional, celebrada en Venecia, donde el artista exhibió Il Liston.

## Galería

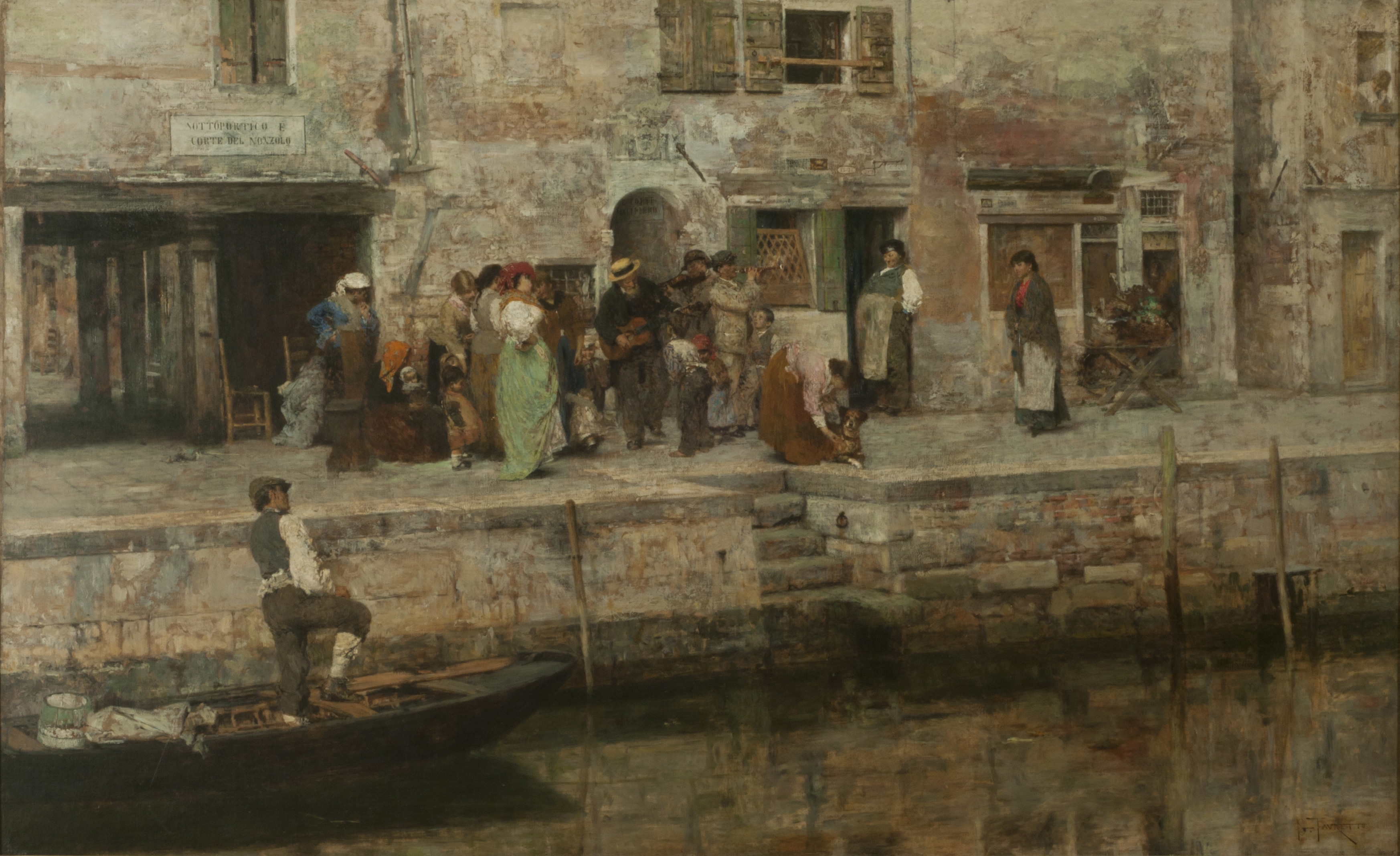
Músicos ambulantes, óleo sobre tela, ca. 1881-1883. Museo Nacional de Bellas Artes, Argentina.
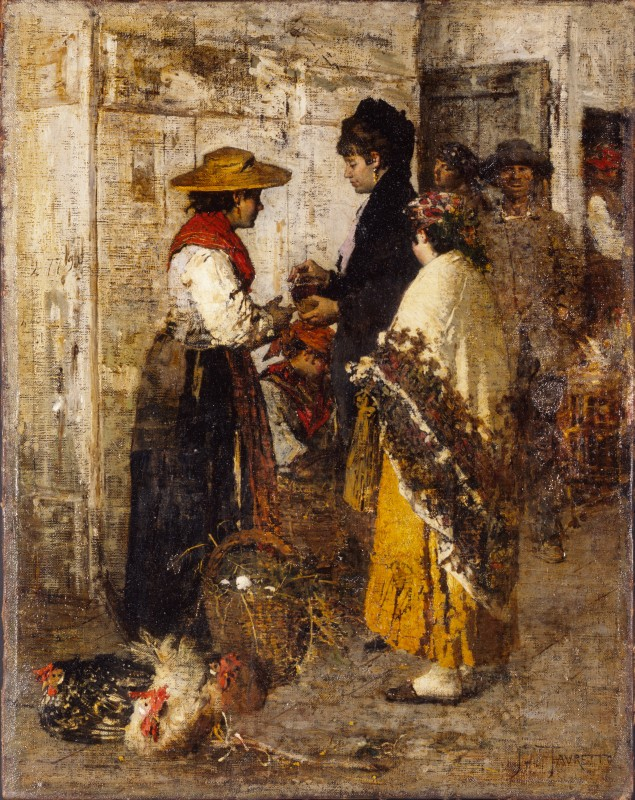
La pollivendola, (1880) Collezioni d'arte della Fondazione Cariplo
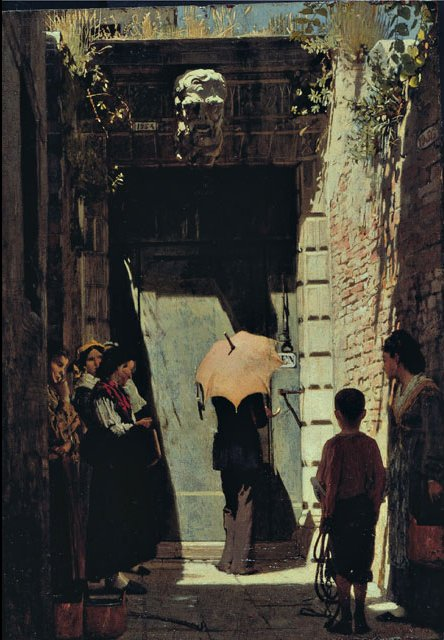
Ingresso di una casa patrizia a Venezia, (1874) Collezioni d'arte della Fondazione Cariplo
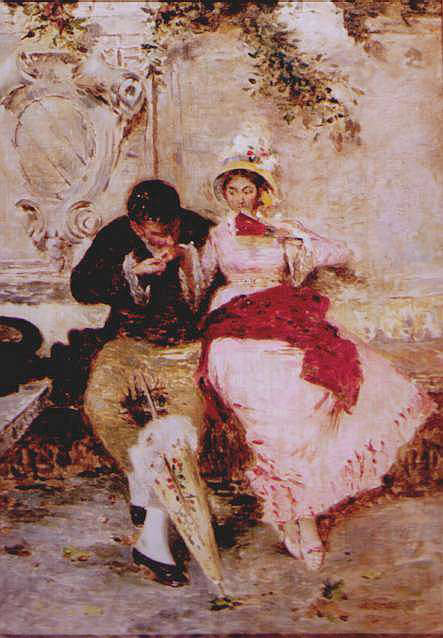
Idilio, óleo sobre papel.